# Ideogrammi (album)
Ideogrammi è il 20º album in studio di Patty Pravo, pubblicato nel 1994 dall'etichetta discografica di David Zard.

## Descrizione
Venne stampato su compact disc e audiocassette e mai più ristampato; uscito contemporaneamente sia in Italia che in Cina. 
Nel frattempo, le cronache portano l'artista in Cina, prima artista occidentale ad esibirsi in quel paese.
Il 6 ottobre esce il tanto atteso nuovo album della cantante, co-prodotto con David Zard.
Viene inserito nella categoria degli album folk perché, inciso dopo il viaggio in Cina della cantante, sente una forte influenza della musica tradizionale locale.

## Tracce
1. Esiste una storia - 4:54 (Marco Rosano - Patty Pravo)
2. Ultimo impero - 4:15 (Patty Pravo - Fulvio Maras)
3. Night Call - 3:47 (Patty Pravo - Fulvio Maras)
4. La vita - 4:20 (Patty Pravo - Fulvio Maras)
5. Sogni - 4:49 (Patty Pravo - Marco Rosano - Fulvio Maras)
6. Partenze - 4:02 (Marco Rosano - Patty Pravo - Fulvio Maras - Arthur Rimbaud)
7. Bye bye indicativo (remix) - 5:19 (Patty Pravo - Fulvio Maras)
8. Senza idee - 4:11 (Fulvio Maras - Patty Pravo - Marco Rosano)
9. Indiachina - 4:34 (Patty Pravo - Fulvio Maras - Marco Rosano)
10. Bye bye indicativo - 5:23 (Patty Pravo - Fulvio Maras)

## Musicisti
- Patty Pravo: Produzione artistica, arrangiamenti, tastiera, voce, ispirazione suoni computer
- Carmen Pignataro (con la collaborazione di Roberto Marsala, Gianfranco Fedeli, Tatti e Donatella): Coordinamento generale
- Fulvio Maras: Produzione artistica, arrangiamenti, tastiera, programmazione
- Marco Rosano: Produzione artistica, arrangiamenti, pianoforte, tastiera, programmazione
- Edy: Chitarra (su Partenze)
- Cin: Basso (su Partenze)
- Jian Zhu, Dou Yimg, Wang Yyng, Zi: Coriste (su Sogni)
- Fu Jiang San, Song Yon Hong, Huan Jin Song, Anio: Coro (su Partenze)
- Mong Xian De: Er hu (su Indiachina, Night Call, Ultimo impero) e timpani (su Partenze)

## Accoglienza
L'album è decisamente poco commerciale, infatti non decolla come dovrebbe. Due dei brani inclusi nell'album, Ultimo Impero e Sogni appaiono fin troppo simili ai brani I Want To Live e Red Rain inclusi nell'album Filigree & Shadow del gruppo inglese This Mortal Coil: riappare dunque, per la produzione discografica della Pravo, l'odore di plagio, ma la polemica si spegne subito.